# کریم‌آباد (قصرقند)
کریم‌آباد، روستایی در دهستان هیت بخش مرکزی شهرستان قصرقند در استان سیستان و بلوچستان ایران است.

## جمعیت
بر پایه سرشماری عمومی نفوس و مسکن در سال ۱۳۹۵، جمعیت این روستا برابر با ۳۲۹ نفر (۱۰۰ خانوار) بوده‌است.